# Andrew Chrabascz
Andrew Chrabascz (ur. 14 czerwca 1994 w Portsmouth) – amerykański koszykarz występujący na pozycji niskiego skrzydłowego, posiadający także armeńskie obywatelstwo, reprezentant tego kraju.
1 września 2019 został zawodnikiem Śląska Wrocław.

## Osiągnięcia
Stan na 6 września 2019, na podstawie, o ile nie zaznaczono inaczej.
NCAA
- Uczestnik rozgrywek:
  - Sweet 16 turnieju NCAA (2017)
  - II rundy turnieju NCAA (2015–2017)
- MVP turnieju Las Vegas Invitational (2017)
- Zaliczony do I składu:
  - Big East (2017)
  - debiutantów Big East (2014)
  - turnieju Las Vegas Invitational (2017)

Drużynowe
- Uczestnik rozgrywek FIBA Europe Cup (2018/2019)

Reprezentacja
- Uczestnik europejskich pre-kwalifikacji do mistrzostw świata (2017 – 9. miejsce, 2019)